# Stina Viktorsson
Stina Viktorsson, född 27 juni 1985, är en svensk curlingspelare. Hon är skipper 
och hennes lagkamrater i lag Viktorsson är Christina Bertrup, Maria Wennerström, Margaretha Sigfridsson och reserven Agnes Knochenhauer.
Hon tog ett brons i junior-VM i curling 2004 och ett silver 2005. År 2006 tog hon även ett silver i EM i curling för mixade lag. Lag Viktorsson tog guld för Sverige i EM i curling 2010.